# MPA
MPA (англ. Management Processes Automatization — Автоматизация Процессов Управления) — прикладное программное обеспечение для организаций, предназначенное для автоматизации процессов управления бизнесом, которое включает в себя SaaS-платформу, информационную базу знаний, электронное обучение, инструкции по внедрению, а также примеры и шаблоны основных инструментов управления.
MPA-решение позволяет визуализировать организационную структуру компании, описать все выполняемые в ней функции, закрепить за ними ответственных сотрудников и систематизировать их работу с помощью инструментов управления (функциональные обязанности, показатели эффективности, планирование и тд). Основной результат внедрения такого решения — эффективное взаимодействие между сотрудниками на разных уровнях иерархии (внутри подразделения, между подразделениями, между сотрудниками и руководителями, между руководителями и владельцем) на основании четкого разделения обязанностей, заранее спланированных действий и прозрачной информации о достигнутых индивидуальных и коллективных результатах.
Конечно, как и для любого интеллектуального продукта, внедрение MPA-решения требует определённых затрат времени и личного участия руководства компании (при формировании оргструктуры организации, распределении зон ответственности и т. д.). Но, в сравнении с теми же CRM и ERP-системами, внедрение MPA-решения не требует привлечения команды разработчиков для «настройки системы под бизнес-задачи предприятия», что значительно сокращает бюджет и период внедрения и адаптации системы. Логика внедрения MPA-решения базируется на том, чтобы с помощью обучающего контента донести владельцам и топ-менеджменту компании в простой и понятной форме общую философию построения системного бизнеса, предоставить пошаговую программу внедрения инструментов управления, позволяющую запустить MPA-решение своими силами. При этом для сокращения сроков внедрения может использоваться специализированный консультант по систематизации бизнеса.
В синонимы термина MPA часто ошибочно заносят термины CRM за которыми стоит другая концепция. Ключевое отличие MPA от CRM состоит в том, что MPA системы решают проблемы организации бизнеса, тогда когда CRM и ERP системы преследуют другие цели.

## Важные отличия MPA-решения от других SaaS-решений
1. Предоставление дистанционного обучения по систематизации бизнеса и автоматизации процессов управления, как части продукта;
2. Наличие готовых к адаптации под особенности компании шаблонов по основным инструментам управления — шаблон универсальной оргструктуры, пакет описанных функциональных обязанностей (должностных инструкций), перечень основных показателей эффективности (KPI) и т. д.;
3. Решение не столько конкретной рабочей проблемы, сколько изменение философии организации работы всей компании

## Ключевые характеристики
- MPA-решение представляет собой бизнес-конструктор, при помощи которого владелец компании способен конструировать её основные элементы и предоставлять доступ всем сотрудникам к актуальной версии оргструктуры и её наполнению (функции, обязанности, показатели эффективности и т. д.), а также моментально оповещать их при любых изменениях
- MPA-решение позволяет не только руководителю, но и самому сотруднику эффективно управлять временем и результатами, а также видеть в режиме онлайн прогресс по выполнению задач и достижению запланированных показателей
- Внедрение MPA-решения представляет собой ряд последовательных действий, которые нужно выполнить владельцу бизнеса (или доверенному лицу) в заданной MPA-решением последовательности. Также процесс внедрения может сопровождать специализированный консультант по систематизации бизнеса, задача которого разработать совместно с владельцем план внедрения и держать его фокус на своевременной и качественной реализации такого плана

## Цели МРА-решений
Важнейшей целью MPA-решения является освобождение владельца от операционного управления и концентрация его внимания на развитии компании. Эта цель достигается за счет внедрения инструментов управления и подконтрольную передачу операционного управления компанией исполнительному (операционному) директору. Исходя из основной цели, можно говорить о ряде дополнительных:
1. Ускорение выполнения отдельных операций по сбору и обработке данных
2. Снижение количества решений, которые должны принимать руководители
3. Повышение квалификации руководителей в применении инструментов управления
4. Четкое разделение зон ответственности сотрудников с определёнными измеряемыми результатами деятельности
5. Повышение уровня контроля и исполнительской дисциплины
6. Рост операционной эффективности и производительности труда
7. Повышение оперативности управления
8. Прозрачность результатов деятельности компании
9. Повышение степени обоснованности принимаемых решений
10. Рост мотивации и вовлеченности сотрудников

## Инструменты управления
Структура МРА-решения выглядит как совокупность взаимосвязанных элементов (инструментов) системы управления, которые используются для принятия эффективных управленческих решений, построения планов развития, повышения результативности работы компании:
- Организационная структура
- Функциональные обязанности
- Планирование
- Показатели эффективности

За счет применения тесно связанных друг с другом инструментов, составляющих основу МРА-решения, достигается повышение уровня организации и систематизации работы компании. Также, существует ряд дополнительных инструментов, помогающих организовать работу в остальных не менее важных аспектах управления организацией:
- Финансовое планирование
- Система оплаты труда
- Вовлеченность персонала

## Философия и подход
Философию любого MPA-решения можно описать так:

Решить проблему неэффективного управления в компании и освободить владельца от оперативки просто внедрив SааS-решение — неэффективно. Решить эту проблему постоянным обучением либо привлечением внешнего консалтинга без SааS-решения практически невозможно.

Только объединив электронное обучение и современное ПО, можно систематизировать предпринимательство и достичь операционного совершенства в управлении компанией в эпоху всеобщей цифровизации.
Первым в мире МРА-решением является украинский стартап Systemator, основанный практиками в организации бизнеса, обучения персонала и разработки программного обеспечения.